# Mierzwice-Kolonia
Mierzwice-Kolonia (Fronołów) – wieś sołecka w Polsce położona w województwie mazowieckim, w powiecie łosickim, w gminie Sarnaki.
W latach 1975–1998 miejscowość administracyjnie należała do województwa bialskopodlaskiego.
Miejscowość letniskowa położona nad rzeką Bug w Parku Krajobrazowym Podlaski Przełom Bugu. W czasach PRL istniał tu kolejowy ośrodek wczasowy, złożony z małych domków kempingowych, które obecnie stanowią własność prywatną. W pobliżu dawnego ośrodka znajdują się liczne domy letniskowe. Miejscowość jest szczególnie popularna wśród mieszkańców Siedlec.
Przez wieś przebiega linia kolejowa Siedlce – Czeremcha, przy której znajduje się przystanek Fronołów. Pod taką zwyczajową nazwą miejscowość jest znana letnikom i częściej funkcjonuje jako Fronołów niż Mierzwice-Kolonia. Nazwa Fronołów jest rzekomo wywodzona od nazwiska rosyjskiego inżyniera Fronołowa, który miał projektować stalowy most kolejowy w tym miejscu, jednakże jest to informacja nieprawdziwa. Projektantem mostu był Ławr Proskurjakow. Nazwa Fronołów pochodzi prawdopodobnie od zniekształconej nazwy leżącej nieopodal miejscowości Franopol.
Wierni Kościoła rzymskokatolickiego należą do parafii św. Stanisława Biskupa i Męczennika w Sarnakach.

## Most we Fronołowie

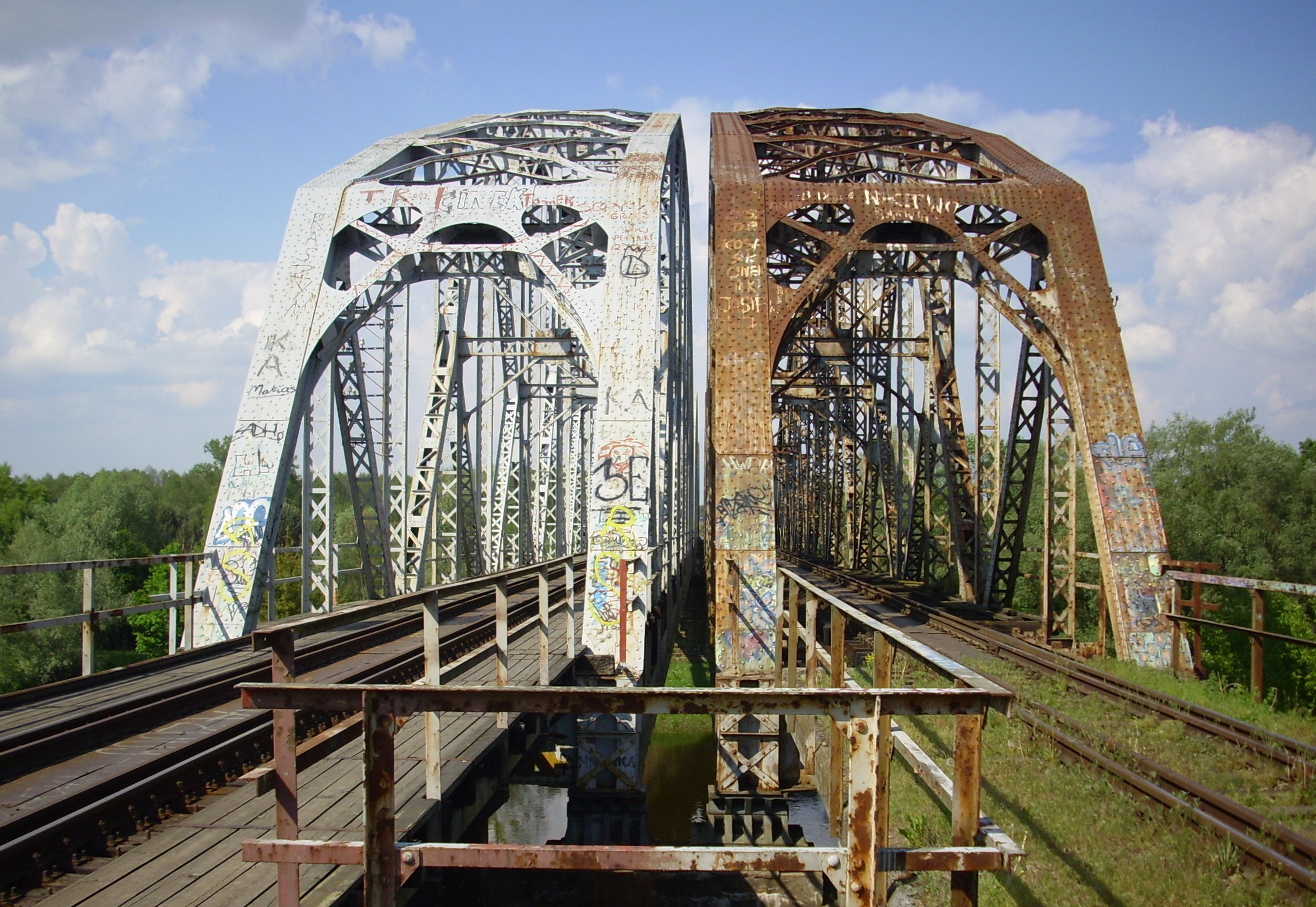
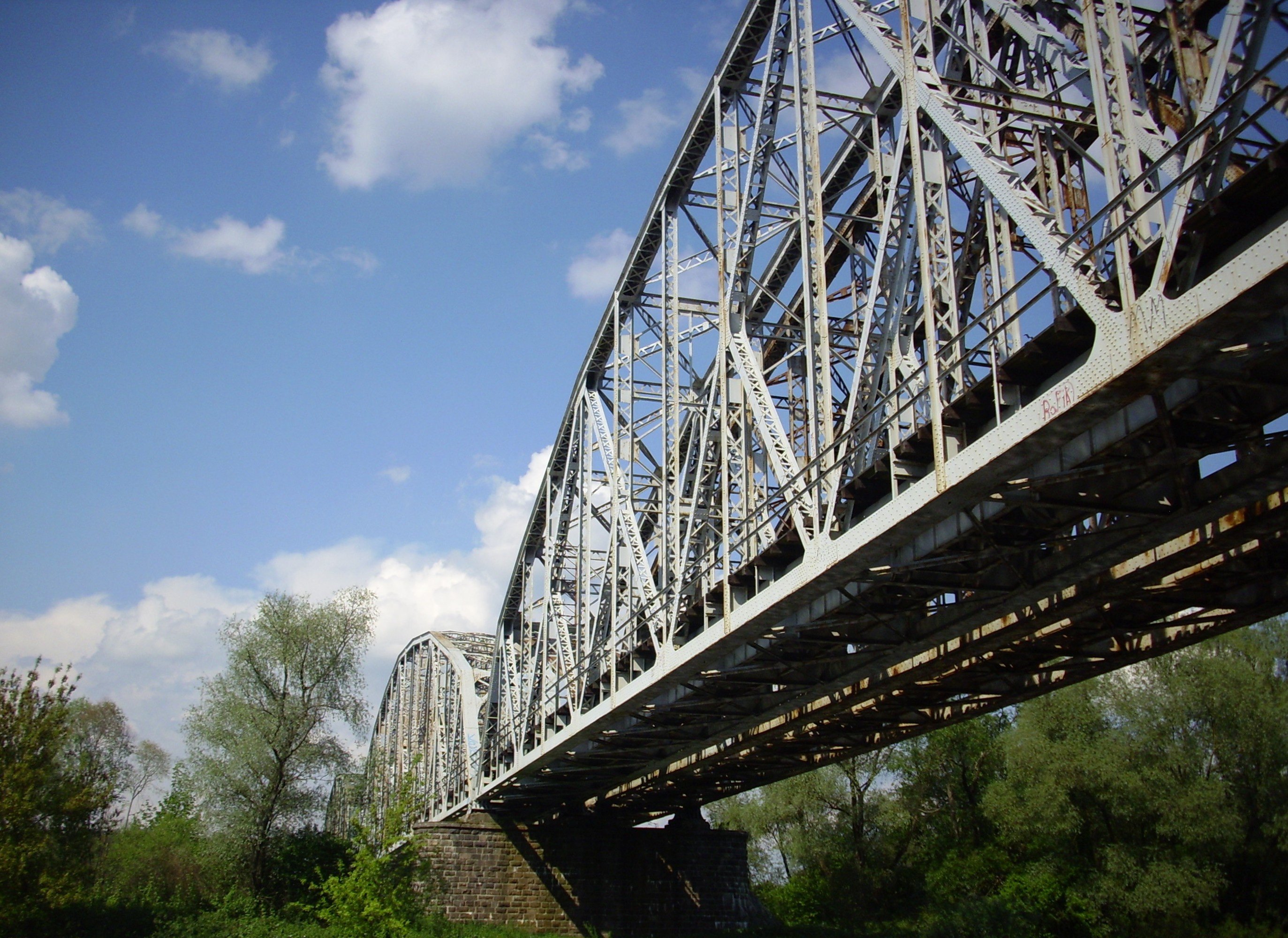
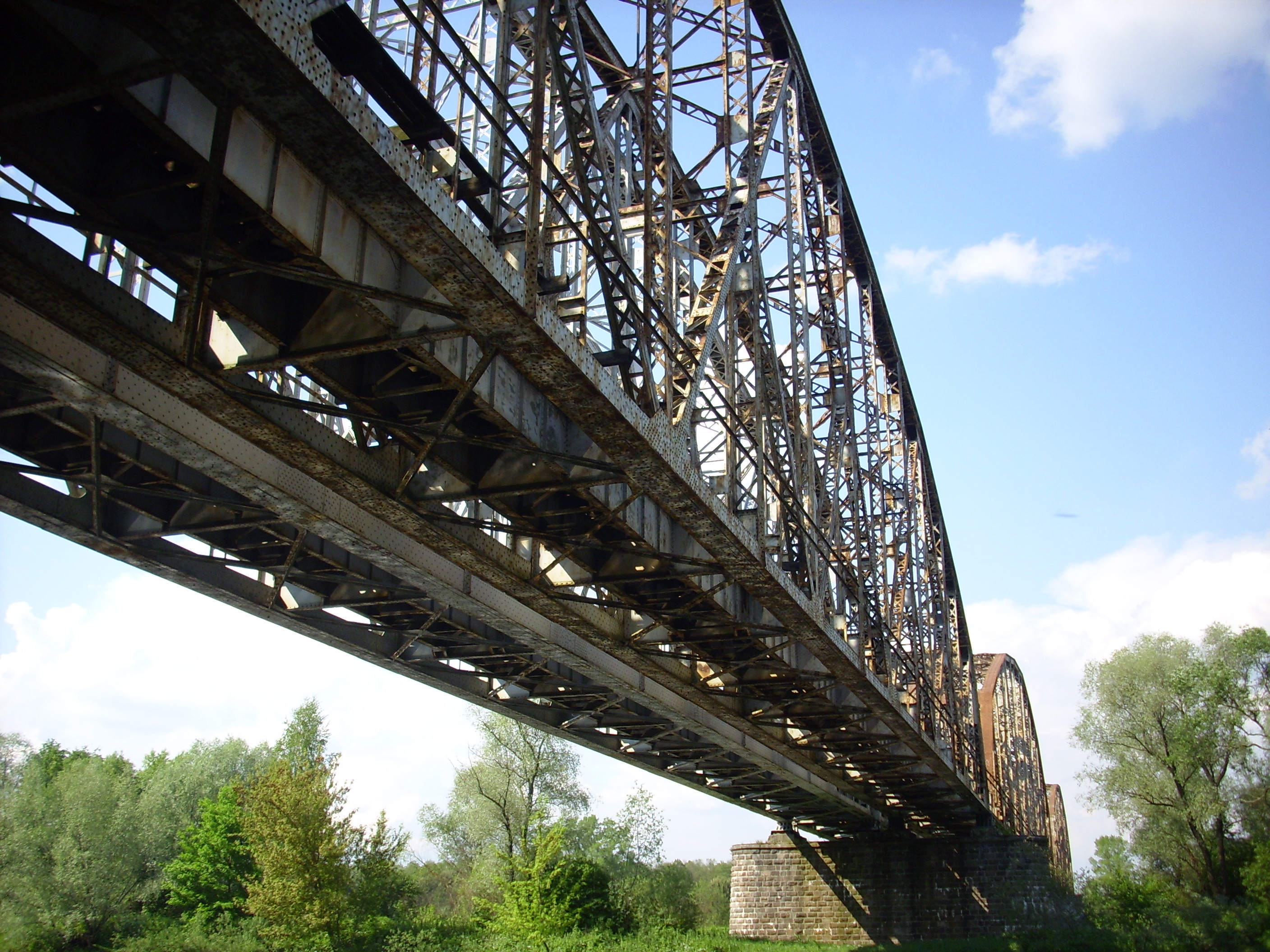
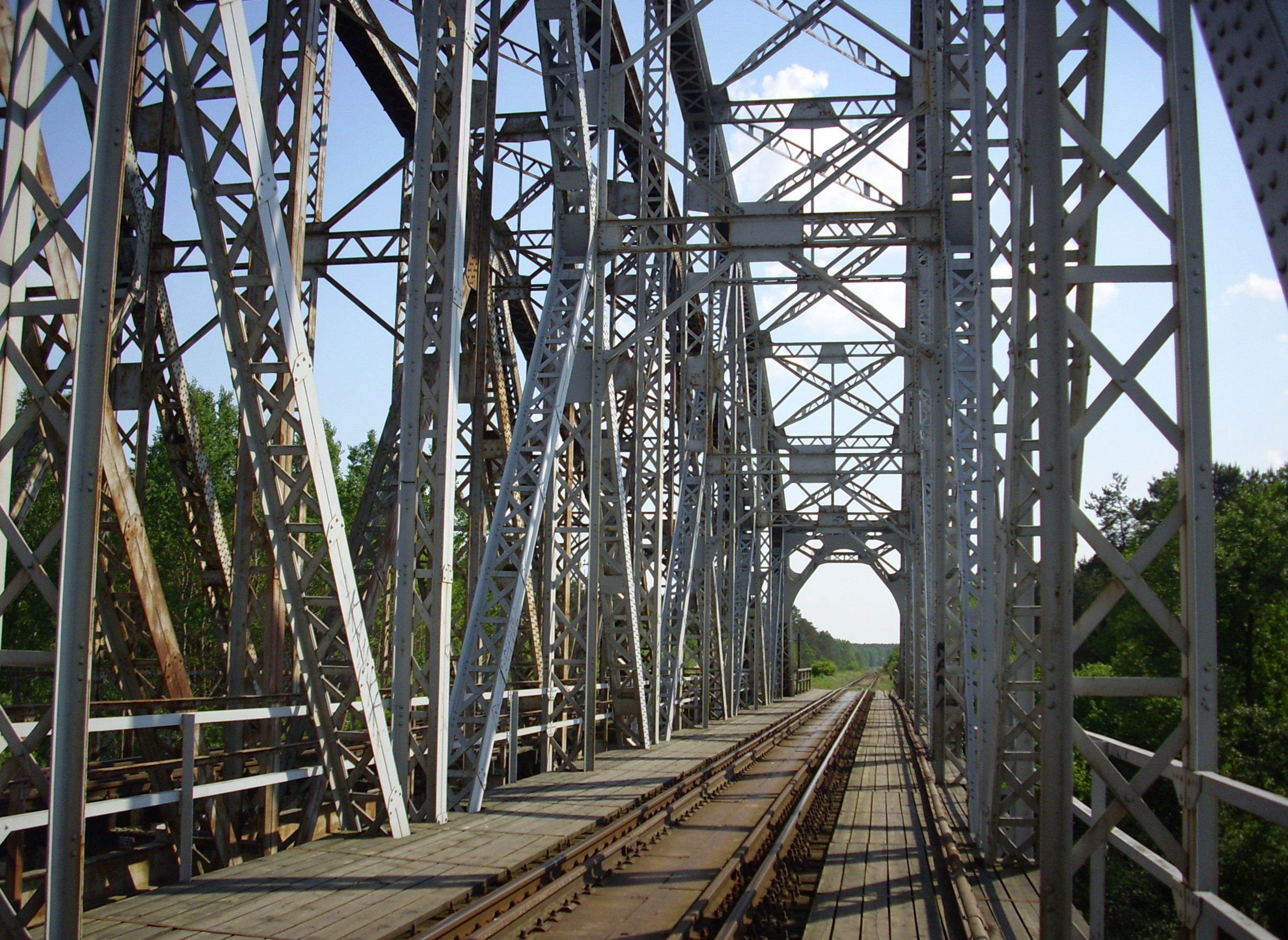